# Pro Bowl 1975
Match précédent Match suivant
Le AFC-NFC Pro Bowl 1975 est le Match des étoiles de football américain de la National Football League pour la saison 1974. Il se joue au Orange Bowl à Miami le 20 janvier 1975 entre les meilleurs joueurs des deux conférences de la NFL, la National Football Conference et l'American Football Conference. La rencontre est remportée sur le score de 17 à 10 par l'équipe représentant la National Football Conference.